# سد وادي السنح
سد وداي السَّنْح أحد سدود الطائف التاريخية.

## الوصف
يقع بين جبلين في بداية وادي السنح من الناحية الشمالية الشرقية، على بعد ثمانية عشر كيلومترً من مدينة الطائف، طول جداره سبعة وسبعون مترًا، وارتفاعه تسعة أمتار، وسمكه ثلاثة أمتار، تهدم الجزء الأوسط منه بسبب اندفاع مياه السيول، بني بصفين من الأحجار التي حشي بينهما بالدبش٬ يرجح أن يكون الجزء الذي تهدم متدرجًا إلى الجنوب الغربي من الطائف. يرجع تاريخه إلى عام 187 هـ الموافق 803م، كما هو منفذ في نص تأسيسي على صخرة ثابتة في الجزء الأيسر من جدار السد على يسار الواقف أمام الواجهة الأمامية للسد مما يلي حوض التخزين.